# بوكوجيشتي
بوكوجيشتي (بالسيريلية Покојиште) هي قرية في البوسنة والهرسك. وهي تقع في بلدية كونييتش التابعة لكانتون الهرسك-نيريتفا في اتحاد البوسنة والهرسك. طبقا لنتائج تعداد البوسنة عام 2013 فقد كان عدد سكانها 70 نسمة.

## التركيبة السكانية

### التطور التاريخي للسكان
| 1961 | 1971 | 1981 | 1991 | 2013 |
| ---- | ---- | ---- | ---- | ---- |
| 182  | 181  | 200  | 250  | 70   |

### المجتمع المحلي
في عام 1991 كان المجتمع المحلي للقرية يتألف من 861 نسمة وهم موزعون على النحو التالي:

## وصلات خارجية
- Maplandia (بالإنجليزية)